# Johann Hinrich Thomsen
Johann Hinrich Thomsen (* 1740 (nicht 1749) in der Landschaft Angeln; begraben am 26. April 1776 in Basedow) war ein deutscher Dorfschullehrer und Dichter.

## Leben und Wirken
Thomsens Herkunft ist nicht genau bekannt, auch über Jugendzeit und Ausbildung liegen keine exakten Informationen vor. Sein Geburtsort als Sohn armer Landbewohner lag mit Sicherheit in Angeln. Er besuchte keine Höhere Schule und lernte erst im Erwachsenenalter die lateinische Sprache. In einem Brief an Friedrich von Hahn schrieb er, dass er sich seit der Jugendzeit gerne mit Mathematik beschäftigt habe, jedoch wegen seiner „Dürftigkeit“ lediglich ein Lehrbuch für Anfänger habe erwerben können. Eine grundlegende mathematische Bildung erhielt er demzufolge nicht.
Später beschäftigte sich Thomsen vermehrt mit der Landesvermessung, die aufgrund von Agrarreformen häufig zum Einsatz kam. Im religiösen Bereich schulte ihn wahrscheinlich insbesondere der Pastor August Esmarch in Ulsnis sowie dessen Sohn H. Chr. P. Esmarch, der in Schleswig tätig war und Thomsen privat Latein lehrte.
Vor 1769 erhielt Thomsen die Stelle des Schulmeisters von Kius. Er las zeitgenössische deutsche Werke von Christian Fürchtegott Gellert, Friedrich Gottlieb Klopstock und Anakreontiker und dichtete daraufhin selbst. Dies machte ihn so bekannt, dass er im Sommer 1769, vermutlich aufgrund familiärer Beziehungen der Esmarchs, literarisch interessierte Personen aus Flensburg, darunter Christian Hieronymus Esmarch und Mitglieder der Familie Boie, kennenlernte. Heinrich Christian Boie, der während dieser Zeit in Göttingen studierte und bedürftigen Autoren half, erfuhr von Freunden und Geschwistern von Thomsens Werken und unterstützte ihn. Ab 1770 veröffentlichte Boie Thomsens Gedichte im Göttinger Musenalmanach. Er wollte gemeinsam mit Johann Wilhelm Ludwig Gleim eine Subskriptionsausgabe von Thomsens Texten schaffen, deren Vertrieb Friedrich Nicolai als Verleger übernehmen wollte. Dieses Vorhaben kam nicht zustande, auch, weil der Dichter nicht ausreichend viel schrieb. Boie gelang es jedoch, Friedrich von Hahne davon zu überzeugen, Thomsen zu fördern. Von Hahne half anfangs finanziell und stellte ihn später als Inspektor seines Gutes Basedow an. Thomsen lebte danach einige Zeit auf von Hahnes Gut Neuhaus, wo er Vermessungsarbeiten vornahm. Anschließend zog er nach Mecklenburg, wo er keine weiteren Gedichte schrieb.
Thomsen arbeitete epigonal und ganz in zeitgenössischem Stil. Boie, Gleim und deren Umfeld lobten ihn als „Naturdichter“. Er sei ein Beispiel dafür gewesen, dass Humanität, Empfindung und künstlerisches Talent nicht nur in den hohen und gebildeten Ständen zu finden sei. Daher sahen sie sich in der Pflicht, den Autoren zu unterstützen.